# Croton guianensis
Espèce
Croton guianensis est une espèce de plantes du genre Croton et de la famille des Euphorbiaceae, présente au nord de l'Amérique du Sud.
Il a pour synonymes :
- Croton subluteus, Lam., 1786
- Croton tafelbergicus, Croizat, 1948
- Oxydectes guianensis, (Aubl.) Kuntze